# Мендзижечки окръг
 Мендзижечки окръг (на полски: Powiat międzyrzecki) е окръг в Западна Полша, Любушко войводство. Заема площ от 1387,61 км2. Административен център е град Мендзижеч.

## География
Окръгът се намира в историческата област Великополша. Разположен е в източната част на войводството.

## Население
Населението на окръга възлиза на 58 846 души (2012 г.). Гъстотата е 42 души/км2.

## Административно деление
Административно окръгът е разделен на 6 общини.
Градско-селски общини:
- Община Мендзижеч
- Община Сквежина
- Община Тъшчел

Селски общини:
- Община Бледзев
- Община Пшиточна
- Община Пъшчев

## Фотогалерия
- Мендзижеч
- Сквежина
- Тшчел